# سیارک ۲۳۷۵۴
سیارک ۲۳۷۵۴ (به انگلیسی: 23754 Rachnareddy، نامگذاری:1998KV46) بیست و سه هزار و هفتصد و پنجاه و چهارمین سیارک کشف شده‌است که در ۲۲ مه ۱۹۹۸ کشف شد.
قدر مطلق سیارک برابر ۱۰.۷ است.